# Empire Inspiration Award
Les Inspiration Awards sont des prix qui sont décernés chaque année depuis 1997 par le magazine de cinéma britannique Empire.
Les récompenses sont votées par les lecteurs du magazine, concernant les films sortis l'année précédant celle de la cérémonie.

## Palmarès

### Années 1990
- 1997 : La troupe des Monty Python
- 1998 : Aucune récompense
- 1999 : Spike Lee

### Années 2000
- 2000 : Kenneth Branagh
- 2001 : Aardman Animation
- 2002 : Michael Mann
- 2003 : Aucune récompense
- 2004 : Ray Harryhausen
- 2005 : Pixar Animation Studios
- 2006 : Stephen Frears
- 2007 : Aucune récompense
- 2008 : Guillermo del Toro
- 2009 : Aucune récompense

### Années 2010
- 2010 : Andy Serkis
- 2011 : Edgar Wright
- 2012 : Ron Howard
- 2013 : Sam Mendes
- 2014 : Paul Greengrass
- 2015 : Christopher Nolan
- 2016 : Paddy Considine
- 2017 : Luc Besson
- 2018 : Aucune récompense